# Morris S. Kharasch
Morris Selig Kharasch (*  24. August 1895 in Kremenez, Russisches Kaiserreich; † 9. Oktober 1957 in Kopenhagen) war ein US-amerikanischer Chemiker. Er war Professor für Organische Chemie an der University of Chicago.
Kharasch kam 1908 mit seiner Familie in die USA und studierte ab 1913 an der University of Chicago mit dem Bachelor-Abschluss 1917 und der Promotion 1919 bei Jean-Felix Piccard. Er war ab 1922 Professor an der University of Maryland in Baltimore und ab 1928 außerordentlicher Professor und ab 1935 ordentlicher Professor an der University of Chicago, ab 1957 als Direktor des Instituts für Organische Chemie. 

Markownikow-Regel an Propen mit Bromwasserstoff

Er zeigte mit Forschungen ab 1930, dass es unter dem Einfluss freier Radikale Reaktionen gibt, die die Markownikow-Regel verletzten. Er zeigte das am Beispiel der Reaktion von 3-Brompropen mit Bromwasserstoff: ohne Anwesenheit von Sauerstoff/Peroxiden bildete sich vorzugsweise 1,2-Dibrompropan entsprechend der Markownikow-Regel, mit Anwesenheit von Sauerstoff/Peroxid vorzugsweise 1,3-Dibrompropan, was die Regel verletzte (Peroxideffekt nach Kharasch). 
Er befasste sich mit organischen Quecksilberverbindungen und synthetisierte Thiomersal (Merthilat), das er im Jahre 1927 zum Patent anmeldete (das Patent überließ er Eli Lilly) und das wegen seiner antibakteriellen Wirkung ab 1931 als Zusatz in Impfstoffen Verwendung fand. Im Zweiten Weltkrieg arbeitete er im Synthetikkautschukprogramm der US-Regierung.
1936 gründete er das Journal of Organic Chemistry. 1946 wurde er in die National Academy of Sciences gewählt. 1952 erhielt er die Richards Medal der ACS und 1949 den Scott Award des Franklin Institute.
Die Kharasch-Sosnovsky-Reaktion zur Acyloxylierung ist nach ihm benannt. Später befasste er sich mit Grignard-Reaktionen.
Zu seinen Studenten gehörte Herbert C. Brown und Russell Marker.

## Schriften (Auswahl)
- mit Otto Reinmuth: Grignard reaction in nonmetallic substances. Prentice-Hall 1954